# マイヤーヌ
マイヤーヌ(Maillane、プロヴァンス語:Malhana)は、フランスのプロヴァンス＝アルプ＝コート・ダジュール地域圏ブーシュ＝デュ＝ローヌ県アルル郡の村（コミューン）。ノーベル文学賞を受賞したプロヴァンス詩人フレデリック・ミストラルの生まれた地であり、また永眠している地でもある。

## 地理
サン＝レミ＝ド＝プロヴァンスの北西7km、タラスコンの北東15kmのところにある。

## 人口統計
| 1962年 | 1968年 | 1975年 | 1982年 | 1990年 | 1999年 | 2009年 | 2015年 |
| ------ | ------ | ------ | ------ | ------ | ------ | ------ | ------ |
| 1354   | 1472   | 1430   | 1571   | 1664   | 1884   | 2283   | 2518   |

参照元:1962年から1999年までは複数コミューンに住所登録をする者の重複分を除いたもの。それ以降は当該コミューンの人口統計によるもの。1999年までEHESS/Cassini、2006年以降INSEE

## 観光
- ミストラル展示館(Museon Mistral)- ミストラルが生涯の後半を過ごした家。彼にゆかりのある品が展示されている。

## 参照
1. ↑  http://cassini.ehess.fr/cassini/fr/html/fiche.php?select_resultat=20630
2. ↑  https://www.insee.fr/fr/statistiques/3293086?geo=COM-13052
3. ↑  http://www.insee.fr